# Shahar Gordon
Shahar Gordon, en hébreu : שחר גורדון, né le 7 juin 1980, à Ramat Gan, en Israël, est un joueur israélien de basket-ball. Il évolue durant sa carrière au poste de pivot.

## Palmarès
- Finaliste du championnat d'Europe des -20 ans 2000